# Antonio Maceda Francés
Antonio Maceda Francés (Port de Sagunt, 16 de maig de 1957) és un exfutbolista, entrenador de futbol i comentarista esportiu valencià.

## Trajectòria
En 1975 va fitxar pel Real Sporting de Gijón, procedent del CD Acero, en un traspàs que es va xifrar en 1,5 milions de pessetes. Va viure anys de gran intensitat en les files de l'Sporting, el descens de 1976, l'ascens a l'any següent, el subcampionat de Lliga en la temporada 1978/79 i els de Copa del Rei el 1981 i 1982.
Va romandre a l'Sporting durant deu anys i, el 1985, Ramón Mendoza el va fitxar pel Reial Madrid C. F. En les files del conjunt blanc va romandre durant quatre temporades, en les quals va conquistar quatre Lligues, una Copa del Rei, una Supercopa d'Espanya i una Copa de la UEFA, en 1986. No obstant això, Maceda, lesionat de gravetat durant el Mundial de 1986, amb prou feines va poder participar en els triomfs del seu equip, passant-se en blanc tres de les quatre temporades que va estar en Reial Madrid. En concloure el seu contracte en la temporada 1988/89 va decidir penjar les botes.

### Després de la seua retirada
Una vegada finalitzada la seua etapa com a jugador, va ocupar el càrrec de director de l'escola de futbol de l'Associació de Futbolistes Espanyols i també es va dedicar a labors de comentarista esportiu en programes radiofònics. En 1996, va començar la seua carrera com a entrenador, labor en la qual ha dirigit al CD Badajoz, al Real Sporting de Gijón "B", al Real Sporting de Gijón en dues etapes —1997/98 i 2002/03— i a la S. D. Compostela. L'any 2006, va reprendre la seua faceta de comentarista col·laborant en canals de televisió com La Sexta, Gol Televisión, Al Jazeera Sports o Castilla-la Mancha TV.

## Selecció espanyola
Va ser internacional amb la selecció espanyola en trenta-sis ocasions en les quals va arribar a marcar vuit gols. El seu debut es va produir el 25 de març de 1981 a Londres, en una trobada davant Anglaterra que va finalitzar amb victòria per 1-2. Va estar present en les fases finals dels Mundials de 1982 i 1986. El seu millor moment amb la selecció el va viure en l'Eurocopa 1984, on un gol seu davant Alemanya va posar a Espanya en les semifinals de la competició. Posteriorment, en la final, el conjunt espanyol va caure davant l'amfitriona França. Va jugar el seu últim partit com a internacional l'1 de juny de 1986, a la ciutat mexicana de Guadalajara, davant la selecció brasilera. Espanya va ser derrotada per 0-1.

## Clubs

### Com a jugador
| Club                   | País    | Any       |
| ---------------------- | ------- | --------- |
| Real Sporting de Gijón | Espanya | 1975-1985 |
| Reial Madrid CF        | Espanya | 1985-1989 |

### Com a entrenador
| Club                       | País    | Any       |
| -------------------------- | ------- | --------- |
| CD Badajoz                 | Espanya | 1996-1997 |
| Real Sporting de Gijón "B" | Espanya | 1997      |
| Real Sporting de Gijón     | Espanya | 1997      |
| SD Compostela              | Espanya | 1998      |
| Real Sporting de Gijón     | Espanya | 2002-2003 |

## Palmarès

### Campionats estatals
| Títol               | Club               | País    | Any  |
| ------------------- | ------------------ | ------- | ---- |
| Lliga espanyola     | Reial Madrid CF    | Espanya | 1986 |
| Lliga espanyola     | Reial Madrid C. F. | Espanya | 1987 |
| Lliga espanyola     | Reial Madrid C. F. | Espanya | 1988 |
| Lliga espanyola     | Reial Madrid C. F. | Espanya | 1989 |
| Copa del Rei        | Reial Madrid C. F. | Espanya | 1989 |
| Supercopa d'Espanya | Reial Madrid C. F. | Espanya | 1989 |

### Copes internacionals
| Títol           | Club            | Any  |
| --------------- | --------------- | ---- |
| Copa de la UEFA | Reial Madrid CF | 1986 |